# Albert Bassermann
Albert Bassermann (Mannheim, 7 settembre 1867 – Zurigo, 15 maggio 1952) è stato un attore tedesco.

## Biografia
Dal 1890 al 1895 fu membro del famoso complesso dei "Meininger", e dal 1895 al 1897 fu a Mannheim, finché Otto Brahm lo scritturò a Berlino, dove la sua arte fu messa al servizio del teatro realista e naturalista.
Dopo alcune importanti interpretazioni dirette da Max Reinhardt, diventò un valido attore espressionista, adottando un'estrema stilizzazione. Nel secondo dopoguerra attivo anche a Hollywood, fu interprete di circa 70 film fra il periodo del cinema muto e quello del sonoro, tra cui Il prigioniero di Amsterdam (1940) di Alfred Hitchcock (per il quale fu candidato all'Oscar al miglior attore non protagonista) e Scarpette rosse (1948) di Michael Powell ed Emeric Pressburger.

## Riconoscimenti
Ottenne una candidatura ai premi Oscar 1941 al miglior attore non protagonista per il ruolo di Van Meer in Il prigioniero di Amsterdam (Foreign Correspondent) di Alfred Hitchcock.

## Filmografia parziale
- Vater und Sohn, regia di William Wauer (1918)
- Der letzte Zeuge, regia di Adolf Gärtner (1919)
- Brennendes Land, regia di Heinz Herald (1921)
- Frauenopfer, regia di Karl Grune (1922)
- Theonis, la donna dei faraoni (Das Weib des Pharao), regia di Ernst Lubitsch (1922)
- Alt Heidelberg, regia di Hans Behrendt (1923)
- Briefe, die ihn nicht erreichten, regia di Friedrich Zelnik (1925)
- Fräulein Else, regia di Paul Czinner (1929)
- Alraune la figlia del male (Alraune), regia di Richard Oswald (1930)
- I cadetti di Smolenko (Kadetten), regia di George Jacoby (1931)
- Zum goldenen Anker, regia di Alexander Korda
- Un certo signor Grant (Ein gewisser Herr Gran), regia di Gerhard Lamprecht (1933)
- Ultimo amore (Letzte Liebe), regia di Fritz Schulz (1935)
- Un uomo contro la morte (Dr. Ehrlich's Magic Bullet), regia di William Dieterle (1940)
- Il prigioniero di Amsterdam (Foreign Correspondent), regia di Alfred Hitchcock (1940)
- Knute Rockne All American, regia di Lloyd Bacon (1940)
- La vita di Giulio Reuter (A Dispatch from Reuter's), regia di William Dieterle (1940)
- Incontro senza domani (Escape), regia di Mervyn LeRoy (1940)
- Notti birmane (Moon Over Burma), regia di Louis King (1940)
- Volto di donna (A Woman's Face), regia di George Cukor (1941)
- L'incompiuta (New Wine), regia di Reinhold Schünzel (1941)
- I misteri di Shanghai (The Shanghai Gesture), regia di Josef von Sternberg (1941)
- Volo notturno (Fly-By-Night), regia di Robert Siodmak (1942)
- L'avventura impossibile (Desperate Journey), regia di Raoul Walsh (1942)
- La luna e sei soldi (The Moon and Sixpence), regia di Albert Lewin (1942)
- Fuggiamo insieme (Once Upon a Honeymoon), regia di Leo McCarey (1942)
- La grande fiamma (Reunion in France), regia di Jules Dassin (1942)
- Madame Curie (Madame Curie), regia di Mervyn LeRoy (1943)
- Da quando te ne andasti (Since You Went Away), regia di John Cromwell (1944)
- Il capitano di Koepenick (I Was a Criminal), regia di Richard Oswald (1945)
- Rapsodia in blu (Rhapsody in Blue), regia di Irving Rapper (1945)
- Il disonesto (The Private Affairs of Bel Ami), regia di Albert Lewin (1947)
- Non mi sfuggirai (Escape Me Never), regia di Peter Godfrey (1947)
- Scarpette rosse (The Red Shoes), regia di Michael Powell ed Emeric Pressburger (1948)

## Doppiatori italiani
- Amilcare Pettinelli in Il prigioniero di Amsterdam, Rapsodia in blu
- Corrado Racca in L'avventura impossibile, Da quando te ne andasti
- Olinto Cristina in Scarpette rosse